# Eutryblidiella araucanae
Eutryblidiella araucanae är en svampart som beskrevs av Butin 1975. Eutryblidiella araucanae ingår i släktet Eutryblidiella och familjen Patellariaceae.   Inga underarter finns listade i Catalogue of Life.